# Cumarauai ibne Amade ibne Tulune
Abu Aljaixe Cumarauai ibne Amade ibne Tulune (em árabe: أبو الجيش خمارويه بن أحمد بن طولون; romaniz.: Abu al-Jaix Khumārauaih ibn Aḥmad ibn Ṭūlūn; 864 - 18 de janeiro de 896) foi o filho do fundador da dinastia tulúnida, Amade ibne Tulune, e seu sucessor como governante autônomo do Egito e Síria após maio de 884 como um governador hereditário do Califado Abássida. No auge de seu poder, a autoridade de Cumarauai expandiu-se à fronteira bizantina e da Mesopotâmia Superior à Núbia. Em 893, o acordo foi renovado com o novo califa, Almutadide (r. 892–902), e selado com o casamento de sua filha Catre Anada com o califa. 
Domesticamente, seu reinado é marcado por um pródigo esbanjamento de fundos em exposições extravagantes de riqueza, construções de palácio e patrocínio de artistas e poetas. Em combinação com a necessidade de manter um exército profissional considerável e garantir sua lealdade através de ricos presentes, pelo fim de seu reinado o tesouro estava quase vazio. Cumarauai foi assassinado por um servente do palácio em 896, e foi sucedido por seu filho Jaixe, que foi deposto após alguns meses em favor de outro filho, Harune. O Estado Tulúnida entrou um período de tumulto e fraqueza, que culminou em sua reconquista pelos abássidas em 904-905.

## Biografia
Cumarauai nasceu em Samarra em 864. Seu pai, Amade ibne Tulune, foi filho de um escravo turco que foi nomeado governador do Egito desde 868. Em 871, ele expulsou o agente fiscal califal e assumiu controle direto das receitas do Egito, que ele utilizou para criar seu próprio exército de soldados escravos (gulans). Baseando-se nesta força poderosa, e aproveitando a cisão entre o cada vez mais importante califa Almutâmide (r. 870–892) e seu irmão e regente de facto Almuafaque (r. 870–891) — em 882 Almutâmide inclusive tentaria fugir de Samarra e procurar refúgio com Amade — conseguiu ganhar controle sobre a Síria e a zona fronteiriça com o Império Bizantino (tugur), bem como partes da Mesopotâmia Superior até Raca.
Em 882, após uma rebelião fracassada de seu irmão mais velho Abas, que foi "recordado como cruel e não confiável" (M. Sobernheim), Cumarauai foi nomeado como representante e herdeiro aparente de seu pai no Egito. Esta posição foi confirmada por Amade a pedido de seus generais logo antes de sua morte em 10 de maio de 884. Com o apoio das elites do regime tulúnida, a sucessão de Cumarauai foi tranquila; Abas foi forçado a reconhecer Cumarauai, mas foi assassinado logo depois. A ascensão de Cumarauai foi um passo importante na gradual dissolução do Califado Abássida: como Thierry Bianquis explica, "isso foi o primeiro momento na história abássida no que diz respeito ao governo de tão grande e rico território, que um uale, cuja legitimidade deriva do califa que havia o designado, foi sucedido abertamente por um emir que alegou sua legitimidade por herança".

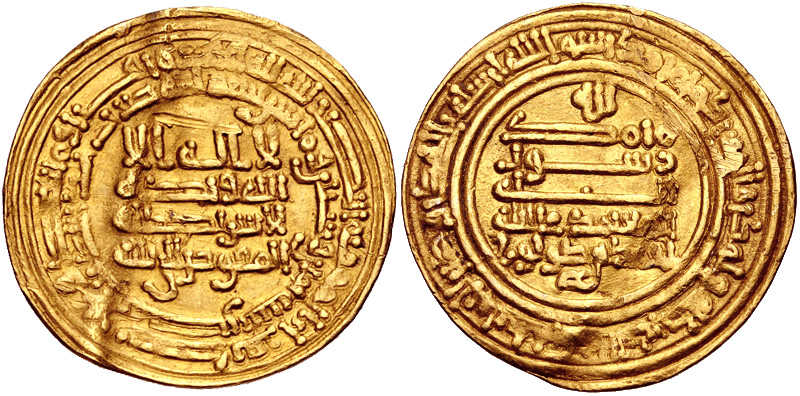
Dinar de ouro de Amade ibne Tulune r.

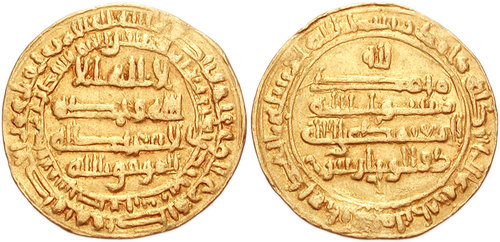
Dinar de ouro do califa Almutâmide r.

Em seus últimos meses, Amade procurou efetivar a reconciliação com Almuafaque como forma de adquirir reconhecimento de sua autoridade sobre o Egito e Síria, mas sua morte interrompeu as negociações. Como Cumarauai era jovem e inexperiente, um dos generais seniores de Amade, Amade ibne Maomé, encorajou os abássidas a atacar e recupera o controle dos territórios tulúnidas. Os generais Ixaque ibne Cundaje e Maomé ibne Abi Alçaje atacaram os domínios tulúnidas na Síria. Damasco caiu quando seu governador desertou, mas seus ganhos iniciais foram rapidamente revertidos. Na primavera de 885, Abu Abas (o futuro Almutadide), filho de Almuafaque, foi enviado para lidar com a invasão. Ele logo conseguiu derrotar os tulúnidas e forçá-los a retirar-se à Palestina, mas após uma disputa com Ixaque e Maomé, o último abandonou a campanha e retirou suas forças. Na batalha dos Moinhos em 6 de abril, Cumarauai confrontou Abu Abas em pessoa.
O príncipe abássida foi inicialmente vitorioso, forçando Cumarauai a fugir, mas foi por sua vez derrotado e obrigado a fugir do campo de batalha pelo general tulúnida, Sade Alaiçar, enquanto grande parte de seus soldados foram levados como prisioneiros. Sad então tentou rebelar-se em Damasco, mas Cumarauai rapidamente suprimiu sua revolta e inclusive diz-se que matou-o em pessoa. Cumarauai continuou a persistir na reaproximação com a corte abássida: tratou seus prisioneiros de guerra com excepcional clemência, dando-lhes a chance de ficarem no Egito sob seu próprio serviço ou retornar para o Iraque sem resgate. Esta política posteriormente levou, em dezembro de 886, à conclusão de um acordo, pelo qual Cumarauai foi confirmado como governador sobre o Egito e Síria com direito de ser sucedido por sua prole, por 30 anos, em troca de um tributo anual inespecífico. Entre 886 e 890, Cumarauai chegou a derrotar Ixaque e recebeu a submissão do governador da Mesopotâmia Superior, Maomé. Ao mesmo tempo, o emir de Tarso, Iazamane Alcadim, aceitou a suserania tulúnida, também deixando o tugur ciliciano sob controle tulúnida.

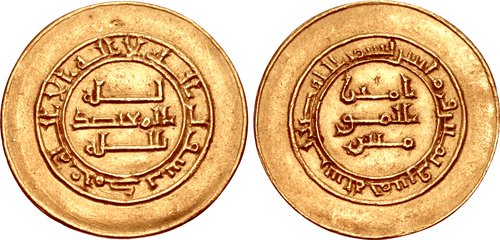
Dinar de ouro do califa Almutadide r.

Reino Tulúnida em 893

A ascensão de Almutadide em 892 trouxe um aquecimento das relações com a corte de Bagdá; reconhecendo que ele não poderia derrotar os tulúnidas, o novo califa optou por conciliá-los: na primavera de 893, Almutadide reconheceu e reconfirmou Cumarauai em seu ofício como governador autônomo sobre o Egito e Síria, em troca de um tributo anual de 300 000 dinares e mais 200 000 dinares em atraso, bem como o retorno do controle califal sobre as províncias mesopotâmicas de Diar Rebia e Diar Modar. Além disso, as prestigiosas fábricas de tiraz em Alexandria e Fostate, que produziam roupões e estandartes do governo, permaneceram sob controle califal. De modo a selar a paz, Cumarauai ofereceu sua filha Catir Alnada ("Gota de Orvalho") como dote para um dos filhos do califa, mas Almutadide decidiu-se casar-se com ela. Sua chegada em Bagdá foi marcada pelo luxúria e extravagância de seu séquito, que contrastou totalmente com a corte califal empobrecida. Os príncipes tulúnidas levaram com ela um milhão de dinares como seu dote, um "presente de casamento que foi considerado o mais suntuoso na história árabe medieval" (Th. Bianquis), e as cerimônias de casamento luxuosas permaneceram material de lendas folclóricas no Egito até bem dentro do período otomano.
O casamento extravagante mostra a famosa frivolidade de Cumarauai com dinheiro — de fato tem sido sugerido que toda a questão foi, nas palavras de Ulrich Haarmann, um "calculado dispositivo por parte do califa para destruir as finanças de seu vassalo perigosamente poderoso e rico". Ansioso para exibir sua riqueza, o governante tulúnida também construiu numerosos palácios para si e seus favoritos, e envolveu-se em famosas exibições de extravagância real, tais como um uma bacia cheia de mercúrio na qual ele era embalado para dormir em cima de almofadas cheias de ar, ou o leão de olhos azuis que ele mantinha como animal de estimação em sua corte. Além disso, segundo as fontes, Cumarauai nunca cavalgou o mesmo cavalo duas vezes. Ele foi, no entanto, também um patrono generoso das artes, de estudiosos e poetas. Um de seus protegidos foi o gramático Maomé ibne Abedalá, que também foi tutor de seus filhos, enquanto Alcacim escreveu panegíricos em sua honra. Tudo isso veio a um alto preço, contudo; pelo tempo de sua morte, o tesouro tulúnida (que relatadamente continha 10 milhões de dinares de ouro pelo tempo de sua ascensão) estava vazio, e o dinar havia perdido dois terços de seu valor. Sua extravagância também trouxe criticismo dos estudiosos religiosos e contemporâneos e também dos historiadores posteriores.

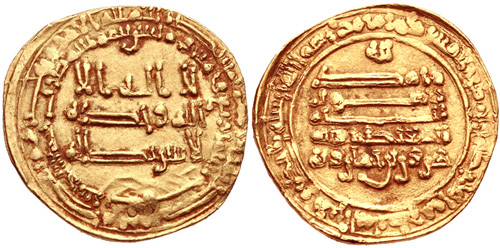
Dinar de ouro de Harune r. emitido em Alepo 896/897

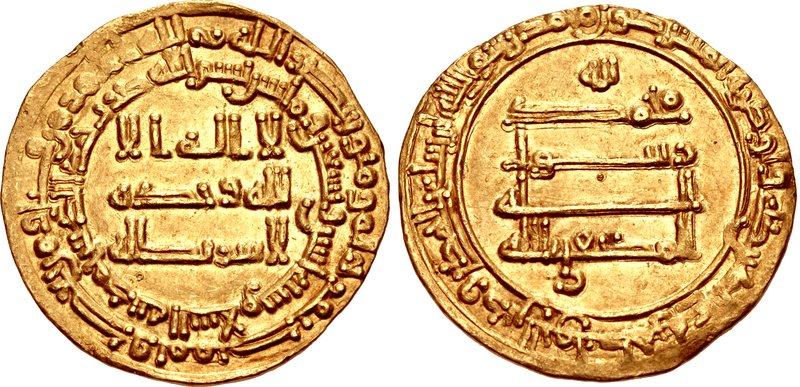
Dinar de ouro do califa Almoctafi r.

Domesticamente, seu reinado foi de "luxúria e decadência" (Hugh N. Kennedy), mas também um tempo de relativa tranquilidade no Egito e Síria, uma ocorrência ademais incomum no período. A principal base de poder de Cumarauai era um poderoso exército construído por seu pai, em grande parte espelhado nos abássidas após o estabelecimento de um exército profissional sob o califa Almotácime (r. 833–842). O exército tulúnida era principalmente composto de gulans turcos, bizantinos e núbios, bem como alguns mercenários bizantinos. Para eles, Cumarauai adicionou um regimento especial, "o eleito, selecionado" (al-mukhtāra), obtido principalmente dos beduínos do leste do Delta do Nilo, uma área de grande importância por controlar a rota conectando Síria e Egito. Uma unidade de 1 000 soldados composta por africanos negros parece ter sido uma distinta sub-unidade do "eleito". Apesar de indubitável talento militar e bravura pessoal por ele desempenhada após a batalha dos Moinhos, Cumarauai nunca gozou da autoridade de Amade sobre o exército. Isso levou-o a adotar uma política de compra de lealdade com donativos suntuosos, o que drenou ainda mais o tesouro. Como Hugh N. Kennedy comenta, dificuldades financeiras parecem ter sido herdadas no modelo abássida que os tulúnidas emularam, resultante da "instabilidade do Estado para financiar um exército grande, principalmente inativo numa base permanente". Em uma tentativa de encontrar os fundos necessários, a administração fiscal foi confiada a Ali Almadarai, marcando a ascensão final da família Almadarai para uma dominante posição no aparato fiscal e governamental do Egito pelo meio século seguinte.
Cumarauai foi morto em 18 de janeiro de 896 por um de seus serventes, que havia mantido um caso com a esposa favorita de Cumarauai. Quando Cumarauai soube disso, o servo temeu por sua vida, e organizou uma conspiração que retirou a vida do governante tulúnida. Após a morte de Cumarauai, o Estado Tulúnida entrou um período de instabilidade sob seus herdeiros infantes, com seu filho Jaixe sendo deposto e morto em novembro, em favor de seu irmão mais novo Harune (r. 896–904). Almutadide rapidamente tomou vantagem disso; em 897, ele estendeu seu controle sobre os emirados fronteiriços de tugur, e forçou os tulúnidas a devolver toda a Síria ao norte de Homs, e aumentou o tributo anual para 450 000 dinares em troca do reconhecimento califal de Harune. Pelos próximos poucos anos, os domínios tulúnidas continuaram a experimentar tumulto doméstico atrelado aos ataques dos carmatas, resultando na deserção de muitos seguidores tulúnidas para o califado ressurgente. Finalmente, em 904-905, Almoctafi (r. 902–908), sucessor de Almutadide, invadiu o Egito e reincorporou o país completamento no Estado Abássida.